# راشيل غوسلينز
راشيل إيفا جوسلينز (بالإنجليزية: Rachel Goslins)‏ من مواليد 23 يوليو 1969 هي مديرة فنون أمريكية ومخرجة ومنتجة أفلام وثائقية.

## مسارها الوظيفي
كانت جوسلينز مديرة التنفيذية للجنة الرئيس للفنون والعلوم الإنسانية وهي لجنة استشارية للبيت الأبيض بشأن السياسة الثقافية. عينها الرئيس أوباما في هذا المنصب في عام 2009. وبهذه الصفة تعمل عن كثب مع البيت الأبيض وكبار المسؤولين الحكوميين والفنانين البارزين والمحسنين ورجال الأعمال والمؤسسات الثقافية الرائدة في البلاد لتطوير ودعم الفنون والعلوم الإنسانية في أمريكا والخارج تحت إدارتها. ضاعفت المنظمة ميزانيتها وأنشطتها البرنامجية بأكثر من الضعف، وجمعت أكثر من 10 ملايين دولار في شراكات بين القطاعين العام والخاص لدعم الفنون. وأطلقت العديد من المبادرات الجديدة الرئيسية، بما في ذلك الشراكة مع وزارة التعليم الأمريكية ومؤسسة فورد جلب تعليم الفنون لمجموعة من المدارس الابتدائية ذات الأداء المنخفض في البلاد وبرنامج مع مؤسسة سميثسونيان واليونسكو ووزارة الخارجية الأمريكية لإنقاذ والحفاظ على القطع الأثرية الثقافية عام 2009. استقالت من منصبها كمديرة تنفيذية في عام 2015. في أغسطس 2016، تم تعيينها مديرة لمتحف الفنون والصناعات التابع لمؤسسة سميثسونيان.

## الحياة الشخصية
كانت متزوجة سابقًا من المستثمر ورئيس لجنة الاتصالات الفيدرالية السابق جوليوس جيناتشوفسكي، ولديهما ثلاثة أطفال.

## روابط خارجية
- راشيل غوسلينز على موقع IMDb (الإنجليزية)
- راشيل غوسلينز على موقع أول موفي (الإنجليزية)
- راشيل غوسلينز على موقع قاعدة بيانات الفيلم (الإنجليزية)
- راشيل غوسلينز على موقع كينوبويسك (الروسية)